# Liste historique des cardinaux
 (novembre 2013).
Si vous disposez d'ouvrages ou d'articles de référence ou si vous connaissez des sites web de qualité traitant du thème abordé ici, merci de compléter l'article en donnant les références utiles à sa vérifiabilité et en les liant à la section « Notes et références ».
Voici une liste de cardinaux pendant le premier millénaire, classés selon le pape qui les a créés.

## AlexandreIer
- Date inconnue : Sixte Ier, cardinal-diacre de la région VII (qui sera S. Maria in Via Latta), sera pape de 115 à 125.
- Vers 112 : Saint Calépode, cardinal-prêtre de S. Maria.

## SixteIer
- Vers 118: Asterius, cardinal-prêtre de S. Maria.

## Zéphyrin
- Avant 217 : Saint Calixte Ier, cardinal-diacre, sera pape de 217 à 222.

## LuciusIer
- Avant 254 : Saint Étienne Ier, cardinal-diacre, pape de 254 à 257.

## ÉtienneIer
- Avant 257 : Saint Sixte II, cardinal-diacre, sera pape de 257 à 258.

## Sixte II
- Avant 258 : Saint Laurent, cardinal-diacre (il n'est pas certain que ce soit Sixte qui l'ait ordonné).

## Eutychien
- Avant 283 : Saint Caius, cardinal-diacre, sera pape de 283 à 296.

## SylvestreIer
- Vers 318 : Silvanus Antonius, cardinal-prêtre de S. Prassede.
- Vers 319 : Giacomo Aventino, cardinal-prêtre de la région qui deviendra S. Cecilia.
- Vers 335 : Romanus Dinamius, cardinal-prêtre de S. Cecilia.
- Vers 335 : Serranus Aquileus, cardinal-prêtre de S. Prassede.

## Marc
- Avant 337 : Saint Jules Ier, cardinal-diacre, sera pape de 337 à 352.

## JulesIer
- Avant 352 : Libère, cardinal-diacre, sera pape de 352 à 366.

## Libère
- Avant 366 : Saint Damase Ier, cardinal-prêtre de S. Lorenzo nel Teatro Pompeio, sera pape de 366 à 384 (il n’est pas certain que ce soit Libère qui l’ait ordonné).

## DamaseIer
- Vers 366 : Saint Jérôme, cardinal-prêtre de S. Anastasia.
- Vers 377 : Ammonius Seleusius, cardinal de S. Cecilia.
- Avant 384 : Saint Sirice, cardinal-prêtre de S. Pastore, sera pape de 384 à 399 (il n’est pas certain que ce soit Damase qui l’ait ordonné).

## Sirice
- Vers 387 : Domizio Ligo, cardinal-prêtre de S. Prassede.

## AnastaseIer
- Avant 401 : Saint Innocent Ier, cardinal-diacre, sera pape de 401 à 417

## InnocentIer
- Vers 414 : Valentinus Salaminius, cardinal-prêtre de S. Cecilia.
- Vers 415 : Saint Boniface Ier, cardinal-prêtre de S. Lorenzo in Damaso, sera pape de 418 à 422.

## BonifaceIer
- Vers 421 : Annio Longo, cardinal-prêtre de S. Prassede.
- Avant 422 : Célestin Ier, cardinal-diacre, sera pape de 422 à 432.

## CélestinIer
- Vers 425 : Pietro Illirico, cardinal-prêtre de S. Sabina.
- Vers 432 : Saint Prosper d’Aquitaine, cardinal-prêtre de S. Lorenzo in Damaso.

## Sixte III
- Vers 436 : Frodisio Narciso, cardinal-prêtre de S. Cecilia.
- Avant 440 : Saint Léon Ier, cardinal-archidiacre, sera pape de 440 à 461.

## LéonIer
- Avant 461 : Saint Hilaire, cardinal-archidiacre, sera pape de 461 à 468.

## Hilaire
- Vers 463 : Tusco Domno, cardinal-prêtre de S. Cecilia.

## Simplice
- Vers 475 : Severus Flavius, cardinal-prêtre de S. Prassede.
- Vers 478 : Ginesio, cardinal-prêtre de S. Prassede.
- Vers 482 : Sebastiano, cardinal-prêtre de S. Prassede.
- Avant 483 : Saint Félix III, cardinal-prêtre de Fasciolae, sera pape de 483 à 492.

## Félix III
- 492 : Renato, cardinal-prêtre de S. Clemente.

## GélaseIer
- 492 : Valentino, cardinal-prêtre de S. Eusebio.
- 492 ou 494 : Projettizio, cardinal-prêtre of S. Lorenzo in Damaso.
- 494 : Lorenzo Celio, cardinal-prêtre de S. Prassede.
- 494 : Martiniano, cardinal-prêtre de S. Cecilia.
- 494 : Gennaro Celio, cardinal-prêtre de Ss. Vitale, Gervasio e Protasio.
- 494 : Gordiano, cardinal-prêtre de Ss. Giovanni e Paolo.
- 494 : Pietro, cardinal-prêtre de S. Clemente al Monte Celio.
- 494 : Paolino, cardinal-prêtre de S. Maria in Trastevere.
- 494 : Valente, cardinal-prêtre de S. Sabina.
- 494 : Pietro, cardinal-prêtre de S. Crisogono in Trastevere.
- 494 : Asterio, cardinal-prêtre de Ss. Pudente e Pudenziana.
- 494 : Felice, cardinal-prêtre de S. Silvestro.
- 494 : Gioviano, cardinal-prêtre de S. Emiliana.
- 494 : Bono, cardinal-prêtre de S. Crescenziana.
- 494 : Probiano, cardinal-prêtre de S. Eusebio.
- 494 : Sebastiano, cardinal-prêtre de S. Nicomede.
- 494 : Marciano, cardinal-prêtre de S. Ciriaco alle Terme di Diocleziano.
- 494 : Andrea, cardinal-prêtre de S. Matteo.
- 494 : Romano, cardinal-prêtre de Tigride.
- 494 : Marcello, cardinal-prêtre de S. Stefano al Monte Celio.
- 494 : Asello, cardinal-prêtre de Ss. Gabino e Susanna.
- 494 : Anastasio, cardinal-prêtre de S. Anastasia.
- 494 : Epifanio, cardinal-prêtre des Ss. XII Apostoli.
- 494 : Aconzio, cardinal-prêtre de Fasciola.
- 494 : Benedetto, cardinal-prêtre S. Caio.
- 494 : Domenico, cardinal-prêtre de Ss. Aquila e Prisca nel Monte Aventino.
- 494 : Stefano, cardinal-prêtre de S. Marcello.
- 494 : Epifanio, cardinal-prêtre de S. Marco.
- 494 : Ilario, cardinal-prêtre de Lucina.
- 494 : Cipriano, cardinal-diacre des régions ecclésiastiques III et X de Rome.
- 494 : Anastase II, cardinal-diacre des régions ecclésiastiques IV et XI de Rome, sera pape de 496 à 498.
- 494 : Tarrense, cardinal-diacre des régions ecclésiastiques I et VIII de Rome.
- 494 : Citonato, cardinal-diacre des régions ecclésiastiques V et XII de Rome.
- 494 : Tertullo, cardinal-diacre des régions ecclésiastiques VI et XIII de Rome.
- 494 : Giovanni, cardinal-diacre des régions ecclésiastiques II et IX de Rome.
- 494 : Celio Giovanni, cardinal-diacre des régions ecclésiastiques VII et XIV de Rome.
- 494 : Paolino, cardinal-prêtre de Fasciola
- Vers 495 : Saint Jean Ier, cardinal-prêtre de Ss. Giovanni e Paolo, sera pape de 496 à 498.
- 495 ou 496 : Saint Symmaque, cardinal-diacre, sera pape de 498 à 514.

## Symmaque (pape)
- 499 : Epifanio, cardinal de Fasciolae (ou Ss. Nereo ed Achilleo).
- 499 : Giovanni, cardinal de Ss. Giovanni e Paolo.
- 499 : Lorenzo, cardinal de S. Lorenzo in Damaso.
- 499 : Marcellino, cardinal de S. Maria in Trastevere in 499.
- 499 : Marciano, cardinal de S. Cecilia.
- 499 : Urbico, cardinal de S. Clemente.
- Vers 500 : Anastasio, cardinal de S. Anastasia.
- 500 : Specioso (ou Specio), cardinal de S. Lorenzo in Damaso.
- Vers 501 : Andrea, cardinal-prêtre.
- Avant 514 : Saint Hormisdas, cardinal-diacre.
- 514 : Giovanni Celio, cardinal de S. Maria in Trastevere.
- 514 : Sabino Ponzio, cardinal de S. Cecilia.

## Hormisdas
- Vers 515 : Saint Félix IV (III), cardinal-prêtre de S. Silvestro nelle Esquilie.
- 515 : Lorenzo, cardinal de S. Prassede.
- 523 : Basilio, cardinal de S. Sabina.
- Vers 523 : Pelagio, cardinal-protodiacre.

## JeanIer
- 526 : Andrea, cardinal-prêtre.

## Félix IV(III)
- Avant 530 : Boniface II, cardinal de S. Cecilia.
- Avant 530 : Dioscore, cardinal-prêtre.
- Vers 530 : Pietro, cardinal de S. Prassede.
- Vers 530 : saint Agapet, cardinal de Ss. Apostoli.
- Avant 530 : Vigile, cardinal-diacre.

## Boniface II
- Avant 532 : Jean II, cardinal de S. Clemente.

## AgapetIer
- Avant 536 : Saint Silvère, cardinal-prêtre.

## Silvère
- 537 : Mercurio (ou Joviano), cardinal de S. Clemente.

## Vigile
- 540 (ou 553) : Sebastiano, cardinal-diacre.
- Vers 544 : Pélage Ier, cardinal-diacre.
- Vers 553 : Arator, cardinal-diacre.
- Vers 553 : Rustico, cardinal-diacre.
- Vers 553 : Anatolio, cardinal-diacre.
- Vers 553 : Stefano, cardinal-diacre.
- Vers 553 : Pietro, cardinal-diacre.
- Vers 553 : Teofanio (ou Teofane), cardinal-diacre.

## PélageIer
- Avant 558 : Stefano, cardinal-diacre.
- Avant 558 : Applicatus, cardinal-prêtre.
- Avant 560 : Jean III.
- Avant 560 : Menantius, cardinal-diacre.

## BenoîtIer
- Vers 577 : Grégoire Ier, cardinal-diacre.

## Pélage II
- Date inconnue : Giovanni, cardinal-prêtre.
- Vers 580 : Giovanni Aniceo, cardinal-prêtre.
- Vers 580 : Lorenzo, cardinal-diacre.
- Vers 585 : Andrea, cardinal-prêtre.

## GrégoireIer
- Date inconnue : Vilio, cardinal de S. Marcello.
- Date inconnue : Stefano, cardinal-archiprêtre de Ss. Gervasio e Protasio.
- Date inconnue : Placido, cardinal-archiprêtre de S. Balbina.
- Date inconnue : Andrea, cardinal-archiprêtre de S. Marco.
- Date inconnue : Giovanni, cardinal-archiprêtre de Ss. Giovanni e Paolo.
- Date inconnue : Candido, cardinal-archiprêtre de S. Clemente al Monte Celio.
- Date inconnue : Romano, cardinal-archiprêtre de S. Marcello.
- Date inconnue : Leone, cardinal-archiprêtre de S. Lorenzo in Damaso.
- Date inconnue : Probino, cardinal-archiprêtre de S. Ciriaco alle terme.
- Date inconnue : Agapito, cardinal-archiprêtre de Saint-Pierre-aux-Liens.
- Date inconnue : Grazioso, cardinal-archiprêtre de Ss. Nereo ed Achilleo, puis cardinal de Ss. Nereo ed Achilleo vers 604.
- Date inconnue : Bonifacio, cardinal-archiprêtre de S. Sisto.
- Date inconnue : Gotus Bonifacio, cardinal-archiprêtre de S. Cecilia.
- Vers 590 : Pietro, cardinal-diacre.
- Vers 590 : Gordiano Aniceo, cardinal-diacre.
- Vers 590 : Giovino, cardinal-prêtre.
- 590 : Lorenzo, cardinal de S. Silvestro nelle Esquilie.
- 590 : Giovanni, cardinal de Ss. Gervasio e Protasio.
- 590 : Specio, cardinal de S. Clemente al Monte Celio.
- 590 : Saint Adéodat Ier, cardinal de Ss. Giovanni e Paolo.
- 590 : Andromaco, cardinal de Ss. XII Apostoli.
- 590 : Crescente, cardinal de S. Lorenzo.
- 590 : Rustic, cardinal de Ss. Gabino e Susanna alle due Case.
- 590 : Pietro, cardinal de S. Maria in Trastevere.
- 590 : Stefano, cardinal de S. Marco.
- 590 : Basso, cardinal de S. Sisto.
- 590 : Pietro, cardinal de S. Balbina.
- 590 : Giusto, cardinal de Ss. Nereo ed Achilleo.
- 590 : Specioso, cardinal de S. Lorenzo in Damaso.
- 590 : Mauro, cardinal de Ss. Aquila e Prisca.
- 590 : Vittore, cardinal de S. Cecilia in Trastevere.
- 590 : Giovanni, cardinal de S. Crisogono in Trastevere.
- 590 : Avenzio, cardinal de S. Prassede.
- 590 : Felice, cardinal de S. Sabina nel Monte Aventino.
- 590 : Bono, cardinal de S. Eusebio nelle Esquilie.
- 590 : Basso, cardinal de Ss. Pudente e Pudenziana.
- 590 : Albino, cardinal de Ss. Marcellino e Pietro.
- 590 : Aventino, cardinal de S. Ciriaco alle Terme di Diocleziano.
- 590 : Fortunato, cardinal de Ss. Quattro Coronati.
- 590 : Andromaco, cardinal de Saint-Pierre-aux-Liens.
- 590 : Sabinien, cardinal-diacre.
- 590 : Anatolio, cardinal-diacre.
- 590 : Boniface III, cardinal-diacre.
- 590 : Lorenzo, cardinal-diacre (le même Lorenzo que sous Pélage II, il avait perdu sa dignité cardinalice entre ces deux nominations).
- 590 : Onorato, cardinal-diacre.
- 590 : Agapito Rustico, cardinal-diacre, puis cardinal de Ss. Giovanni e Paolo vers 604.
- Vers 600 : Giovanni, cardinal-diacre.
- Vers 600 : Virgilio, cardinal-diacre.
- 600 : Giovanni, cardinal de Ss. Giovanni e Paolo.
- 603 : Felice, cardinal de S. Sisto.
- Vers 604 : Adeodato, cardinal de S. Prisca.
- Vers 604 : Saint Boniface IV, cardinal-diacre.
- 604 : Rufo Adeodato, cardinal de S. Cecilia.

## Boniface IV
- 612 : Marino, cardinal de S. Sabina.
- 614 : Teodoro, cardinal-prêtre.

## AdéodatIer
- Avant 619 : Boniface V, cardinal de S. Sisto.

## HonoriusIer
- 631 : Giorgio, cardinal-prêtre.
- Vers 636 : Jean IV, cardinal-diacre.
- Avant 640 : Séverin, cardinal-diacre.

## Jean IV
- Avant 642 : Théodore Ier, cardinal-diacre.

## ThéodoreIer
- Avant 649 : Saint Martin Ier, cardinal-prêtre.

## MartinIer
- Avant 654 : Saint Eugène Ier, cardinal-prêtre.

## EugèneIer
- Avant 655 : Saint Vitalien, cardinal-diacre.

## Adéodat II
- Avant 676 : Donus, cardinal-diacre.
- Vers 676 : Saint Agathon, cardinal-diacre ou cardinal-prêtre.

## Agathon
- Vers 680 : Théodore, cardinal-prêtre.
- Vers 680 : Giorgio, cardinal-prêtre.
- 680 : Juvenal, cardinal-évêque d'Albano.
- 680 : Saint Léon II, cardinal-prêtre.
- 680 : Jean V, cardinal-diacre.
- Vers 681 : Saint Benoît II, cardinal-prêtre au Palais du Latran.

## Léon II
- Vers 683 : Conon, cardinal-prêtre.
- Vers 683 : Saint Sergius Ier, cardinal de S. Susanna ad duas domos.

## Conon
- date inconnue : Pascal, cardinal-diacre

## SergeIer
- 700 : Jean VI, cardinal-diacre.

## Jean VI
- Date inconnue : Jean VII, cardinal-diacre.

## Jean VII
- Avant 707 : Sisinnius, cardinal-diacre.
- Avant 707 : Constantin, cardinal-diacre.

## Constantin
- 714 : Giovanni, cardinal de S. Cecilia in 714.
- Avant 715 : Saint Grégoire II, cardinal-diacre ou cardinal-prêtre.
- Avant 715 : Michele, cardinal-prêtre.

## Grégoire II
- 721 : Andrea, cardinal-évêque d'Albano.
- 726 : Saint Grégoire III, cardinal-prêtre.

## Grégoire III
- 731 : Sisinnio, cardinal de S. Lorenzo in Lucina.
- 731 : Giovanni, cardinal d'une église près de la voie appienne.
- 731 : Sisinnio, cardinal de S. Cecilia.
- 731 : Giovanni, cardinal de S. Marcello.
- 731 : Giovanni, cardinal de Ss. Quattro Coronati.
- 731 : Eustrasio, cardinal de S. Anastasia.
- 731 : Gregorio, cardinal de Ss. Giovanni e Paolo.
- 731 : Talasio (ou Thalassio), cardinal de S. Maria in Trastevere (ou S. Madre di Dio).
- 731 : Marino, cardinal de S. Sabina.
- 731 : Costantino, cardinal de S. Ciriaco alle Terme.
- 731 : Gregorio, cardinal de S. Clemente.
- 731 : Epifanio, cardinal de S. Lorenzo in Damaso.
- 731 : Marino, cardinal de Ss. XII Apostoli.
- 731 : Pietro, cardinal-diacre de la Région I de Rome.
- 731 : Mosco (ou Muscus, Musius), cardinal-diacre de la Région II de Rome.
- 731 : Gregorio, cardinal-diacre de la Région III de Rome.
- 731 : Benedetto, cardinal-diacre de la Région IV de Rome.
- Vers 731 ou vers 735 : Michele, cardinal-prêtre.
- 731 ou 735 : Giorgio, cardinal de Ss. Giovanni e Paolo.
- 731 ou 735 : Giovanni, cardinal de Ss. Aquila e Prisca.
- 735 : Sigismondo, cardinal de S. Lorenzo in Lucina.
- Avant 740 : Saint Zacharie, cardinal-prêtre.
- 741 : Maginensio Ascanio, cardinal de S. Cecilia.

## Zacharie
- 741 : Tordono (ou Tordonus), cardinal de S. Sabina.
- 743 : Tiberio (ou Tiburtino), cardinal-évêque d'Albano.
- Avant 745 : Leone, cardinal de S. Anastasia.
- Avant 745 : Leone, cardinal de S. Lorenzo in Damaso.
- Vers 745 : Gregorio, cardinal de S. Clemente.
- 745 : Giovanni, cardinal de S. Susanna.
- 745 : Stefano, cardinal de S. Marco.
- 745 : Stefano, cardinal de S. Eusebio.
- 745 : Domenico, cardinal de S. Prisca.
- 745 : Teodoro, cardinal de S. Lorenzo in Lucina.
- 745 : Anastasio, cardinal de S. Maria in Trastevere.
- 745 : Gregorio, cardinal de Ss. Giovanni e Paolo.
- 745 : Sergio, cardinal de S. Pudenziana.
- 745 : Teofano (ou Teofanio), cardinal de Ss. Quattro Coronati.
- 745 : Gregorio, cardinal de S. Balbina.
- 745 : Étienne II (752), cardinal de S. Crisogono.
- 745 : Eustachio, cardinal-prêtre.
- 745 : Procopio, cardinal de S. Ciriaco alle Terme.
- 745 : Teofilo, cardinal de S. Sabina.
- Vers 746 : Gregorio, cardinal de S. Clemente.
- Avant 750 : Étienne II (III), cardinal-diacre.
- Avant 750 : Saint Paul Ier, cardinal-diacre.

## Étienne II(III)
- Vers 752 : Anastasio, cardinal-prêtre.
- Vers 752 : Pietro, cardinal-diacre.
- 753 : Giorgio, cardinal-évêque d'Ostie.

## PaulIer
- Date inconnue : Eustochio (or Eustachio?), cardinal-prêtre.
- Date inconnue : Gregorio, cardinal de S. Anastasia.
- 757 : Teofilo, cardinal de S. Sabina.
- 761 : Pietro, cardinal-diacre.
- 761 : Philippe, cardinal-prêtre ou cardinal-diacre.
- 761 : Gregorio, cardinal de S. Balbina.
- 761 : Filippo, cardinal de S. Marco.
- 761 : Étienne III (IV), cardinal de S. Cecilia.
- 761 : Costantino, cardinal de Ss. Quattro Coronati.
- 761 : Marino, cardinal de S. Lorenzo in Damaso.
- 761 : Teopempto, cardinal de S. Eusebio.
- 761 : Leonzio, cardinal de S. Susanna.
- 761 : Eusebio cardinal de S. Lorenzo in Lucina.
- 761 : Benedetto, cardinal de S. Marcello.
- 761 : Clemente, cardinal de S. Anastasia.
- 761 : Cristoforo, cardinal de Ss. Vitale, Gervasio e Protasio.
- 761 : Donato, cardinal de S. Sisto.
- 761 : Andrea, cardinal de S. Maria in Trastevere.
- 761 : Saxolo, cardinal de S. Ciriaco alle Terme.
- 761 : Ermogene, cardinal de S. Prisca.
- 761 : Pietro Guglielmo, cardinal de S. Sabina.
- 761 : Citonato, cardinal-évêque de Velletri.
- 761 : Gregorio, cardinal-évêque de S. Rufina (ou Silva Candida).
- 761 : Leone, cardinal-évêque d'Albano in 761.
- 761 : Eustasio (ou Eustrasio, Eustazio, Eustachio), cardinal-évêque d'Albano.
- 2 juin 761 : Gregorio, cardinal-évêque de Palestrina.

## Étienne III(IV)
- 769 : Gregorio, cardinal-évêque de Velletri.
- 769 : Andrea, cardinal-évêque de Palestrina.
- Vers 769 : Teodosio, cardinal-prêtre.
- Vers 769 : Teofilato, cardinal-prêtre.
- 769 : Anastasio, cardinal-diacre ou cardinal-protodiacre.
- Avant 770 : Adrien Ier, cardinal-diacre de S. Maria in Via Lata.
- 772 : Costante (ou Costantino), cardinal-évêque d'Albano.
- 772 : Ubaldo Cornelio, cardinal de Ss. Quattro Coronati.
- Vers 772 : Giovanni, cardinal-prêtre.

## AdrienIer
- 772 : Giovanni, cardinal-évêque de Ferrare.
- Vers 775 : Teodoro, cardinal-évêque de Velletri.
- 778 : Pietro, cardinal-évêque de Sabina (ou de Foronovo).
- Vers 787 : Gregorio, cardinal-évêque d'Ostie.
- Avant 795 : Saint Léon III, cardinal de S. Susanna.

## Léon III
- 796 : Pascal Ier, cardinal-prêtre de S. Prassede.
- 797 : Giovanni, cardinal-évêque de Porto.
- 797 : Grégoire IV, cardinal de S. Marco.
- 797 : Sergius II, cardinal de Ss. Silvestro e Martino ai Monti.
- 799 : Issa (ou Jesse), cardinal-évêque de Sabina.
- 803 : Pietro, cardinal-évêque de Frascati.
- 804 : Bernardo, cardinal-évêque d'Ostie.
- 804 : Teodoro, cardinal-évêque de Sabina.
- 805 : Pietro, cardinal-évêque d'Ostie.
- 805 : Romano cardinal de S. Pudenziana.
- Avant 815 : Étienne IV (V), cardinal-prêtre ou cardinal-diacre.
- 816 : Eugène II, cardinal de S. Sabina.

## PascalIer
- Date inconnue : Teodoro, cardinal-prêtre.
- 820 : Valentin, cardinal-diacre.
- 823 : Giovanni, cardinal-évêque de Silva Candida (ou Santa Rufina).
- Avant 824 : Zizime, cardinal-prêtre.

## Eugène II
- 825 : Giovanni Datus, cardinal-diacre de Ss. Sergio e Bacco.
- 826 : Cesare (ou Cesareo), cardinal-évêque d'Ostie.
- 826 : Gregorio, cardinal-évêque de Velletri.
- 826 : Stefano, cardinal-évêque de Porto.
- 826 : Costantino, cardinal-évêque de Palestrina.
- 826 : Samuele, cardinal-évêque de Sabina.
- 826 : Benedetto, cardinal-évêque d'Albano.
- 827 : Giusto, cardinal de S. Cecilia.

## Grégoire IV
- Vers 827 : Luciano, cardinal de S. Eusebio.
- 829 : Ottavio Elario (ou Ottavio Elarius), cardinal de S. Prassede.
- 844 : Lucino (ou Luciano), cardinal-diacre de la région IX de Rome, devient cardinal-prêtre en 853.

## Serge II
- 844 : Saint Léon IV, cardinal de Ss. Quatro Coronati.
- 844 : Adriano, cardinal de S. Marco.
- Vers 844 : Amalaire (ou Fortunato Amalarius), cardinal-prêtre.
- Vers 846 : Nicola, cardinal-diacre.

## Léon IV
- 847 : Anastase III, cardinal-prêtre de S. Marcello in 847.
- 847 : Cardinal in pectore, cardinal-évêque de Frascati.
- 853 : Giovanni, cardinal-évêque de Velletri.
- 853 : Rodoaldo, cardinal-évêque de Porto.
- 853 : Sergio, cardinal-évêque de Sabina.
- 853 : Petronacio, cardinal-évêque d'Albano.
- 853 : Romano, cardinal-prêtre de S. Pudenziana.
- 853 : Sergio, cardinal-prêtre de S. Clemente.
- 853 : Leone, cardinal-prêtre de S. Cecilia.
- 853 : Zaccaria, cardinal-prêtre de S. Crisogono.
- 853 : Benoît III, cardinal-prêtre de S. Maria in Trastevere.
- 853 : Leone, cardinal-prêtre de S. Lorenzo in Damaso.
- 853 : Paolo, cardinal-prêtre de S. Balbina.
- 853 : Leone, cardinal-prêtre de S. Ciariaco alle Terme, puis cardinal de Ciriaco alle Terme en 867.
- 853 : Adrien II, cardinal-prêtre de S. Marco.
- 853 : Giorgio, cardinal-prêtre de S. Anastasia.
- 853 : Romano, cardinal-prêtre de Ss. Giovanni e Paolo.
- 853 : Gioviniano, cardinal-prêtre de S. Sabina.
- 853 : Adriano, cardinal-prêtre de Ss. Gervasio e Protasio.
- 853 : Giorgio, cardinal-prêtre de S. Lorenzo in Lucina.
- 853 : Giovanni, cardinal-prêtre.
- 853 : Leone, cardinal-prêtre de Ss. Quatro Coronati.
- 853 : Martino, cardinal de S. Marcello.
- 853 : Giovanni, cardinal-prêtre de S. Prisca.
- 853 : Giovanni, cardinal-protodiacre.
- 853 : Giovanni, cardinal-diacre.
- 853 : Saint Nicolas Ier, cardinal-diacre.
- 853 : Benedetto, cardinal-diacre.
- 853 : Leoncio, cardinal-diacre.
- 853 : Benedetto (ou Bendetto), cardinal-diacre.
- 854 : Megisto (ou Leone, Megistus, Megetius), cardinal-évêque d'Ostie.

## NicolasIer
- 863 : Leone, cardinal-évêque de Silva Candida (ou Santa Rufina).
- 864 : Formose, cardinal-évêque de Porto, à nouveau en 883 après avoir été démis de cette fonction en 876.
- 867 : Gauderico (ou Gaudenzio), cardinal-évêque de Velletri.
- 867 : Leone, cardinal de S. Lorenzo in Lucina.
- 867 : Leone, cardinal de S. Cecilia.
- 867 : Paolo, cardinal de S. Balbina.
- 867 : Romain, cardinal-prêtre.
- 867 : Jean VIII, cardinal-diacre.

## Adrien II
- Date inconnue : Pietro, cardinal-prêtre.
- 868 : Donato, cardinal-évêque d'Ostie.
- 869 : Tedone (ou Tido), cardinal-évêque de Silva Candida (ou Santa Rufina).
- 869 : Paolo, cardinal-évêque d'Albano.
- Vers 872 : Paolo, cardinal-diacre.
- Vers 872 : Leone, cardinal-diacre.
- 872 : Leone, cardinal-évêque de Silva Candida (ou Santa Rufina).
- 872 : Benedetto, cardinal-évêque de S. Balbina.
- 872 : Germano, cardinal de Ss. Giovanni e Paolo.
- 872 : Giovanni, cardinal de S. Cecilia.
- 872 : Giovanni, cardinal de S. Crisogono.

## Jean VIII
- 876 : Walpert (ou Gualpert), cardinal-évêque de Porto.
- 878 : Eugenio, cardinal-évêque d'Ostie.
- 879 : Gregorio, cardinal-évêque de Silva Candida (ou Santa Rufina).
- 879 : Leone, cardinal-évêque de Sabina.
- Vers 875 : Pietro, cardinal de S. Crisogono.
- 875 : Adriano, cardinal de S. Lorenzo (ou S. Lorenzo in Damaso).
- Vers 880 : Marin Ier, cardinal-diacre.
- Vers 880 : Giovanni, cardinal-diacre.

## MarinIer
- Date inconnue : Saint Adrien III, cardinal-prêtre ou cardinal-diacre.
- 882 : Basilio, cardinal de Ss. Quatro Coronati.
- 882 : Étienne V (VI), cardinal de Ss. Quatro Coronati.
- 883 : Valentino, cardinal-évêque de Porto.
- 884 : Benedetto, cardinal-évêque de Silva Candida (ou Santa Rufina).

## Étienne V
2 cardinaux

## Formose
12 cardinaux

## Jean IX
2 cardinaux

## Benoît IV
1 cardinal

## Serge III
6 cardinaux

## Jean X
4 cardinaux

## Léon VI
3 cardinaux

## Jean XI
1 cardinal

## Léon VII
1 cardinal

## Étienne VIII
2 cardinaux

## Marin II
3 cardinaux

## Agapet II
5 cardinaux

## Jean XII
30 cardinaux

## Benoît V
4 cardinaux

## Jean XIII
10 cardinaux

## Benoît VII
5 cardinaux

## Jean XIV
1 cardinal

## Jean XV
20 cardinaux

## Grégoire V
13 cardinaux

## Sources
- (en) Salvador Miranda, « General list of Cardinals », sur The Cardinals of the Holy Roman Church (consulté le 7 septembre 2014)